# Concerto en fa de Gershwin

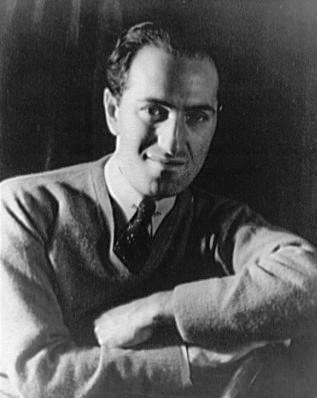
George Gershwin, le 28 mars 1937

Le Concerto en fa est une composition de George Gershwin pour piano solo et orchestre, plus proche de la forme traditionnelle du concerto que l'œuvre précédente, Rhapsody in Blue. Il a été composé en 1925 à la suite d'une demande du chef d'orchestre Walter Damrosch.

## Composition
Walter Damrosch était présent au concert du 21 février 1924 durant lequel fut créée la Rhapsody in Blue, dirigée par Paul Whiteman avec Gershwin au piano. Le jour suivant le concert,Walter Damrosch contacta Gershwin pour lui commander un concerto pour piano « grand format » pour le New York Symphony Orchestra. Même si Gershwin allait recevoir plus tard des cours de Henry Cowell, Wallingford Riegger et Arnold Schoenberg en composition, harmonie et orchestration, en 1925, il acheta des livres sur la théorie, la forme du concerto et l'orchestration afin de pouvoir orchestrer sa future composition. À cause de contrats pour trois comédies musicales sur Broadway, il ne put pas débuter l'écriture du concerto avant le mois de mai 1925. Il commença la partition pour deux pianos le 22 juillet, au retour d'un voyage à Londres. Le premier schéma était intitulé New York Concerto. Le premier mouvement fut écrit en juillet, le deuxième en août, et le troisième en septembre. Les orchestrations furent terminées le 10 novembre. Il s'agissait de la première œuvre qu'il orchestrait lui-même.

## Première
Gershwin engagea un orchestre de 60 musiciens pour une première audition en novembre 1925. Damrosch était présent et donna quelques conseils à Gershwin, qui lui fit faire quelques modifications de la partition. La première représentation publique fut donnée le 3 décembre 1925 au Carnegie Hall de New York, par le New York Symphony Orchestra dirigé par Damrosch et avec Gershwin au piano. Tous les billets furent vendus pour le concert, et il fut très bien accueilli par le public. Par contre, les critiques étaient mitigées et plusieurs cherchèrent à classer l'œuvre dans la catégorie classique ou celle du jazz. Les opinions des autres compositeurs furent aussi variées ; Igor Stravinsky trouva l'œuvre géniale, tandis que Serge Prokofiev la détesta.

## Analyse
Le concerto respecte la forme traditionnelle en trois mouvements :
Allegro
L’allegro s'ouvre par une sonnerie de timbales qui donne la couleur de l’œuvre: animée, dynamique, en perpétuelle élaboration. Le piano joue le jeu du concerto passant de la virtuosité à l'émotion. 
Adagio - Andante con moto
Ce mouvement lent est probablement de plus inventif. Il débute par un solo de trompette, puis arrive le hautbois et les instruments de l'orchestre dans un bouquet de timbres dans un climat gris et éthéré. Le piano fait son entrée tardivement et impose sa fantaisie déhanchée proche du jazz, et il s'empare peu à peu de tout le mouvement.
Allegro agitato
Le final est relativement bref, sans surprise il se termine dans une grande exubérance.
Il y a de grandes ressemblances thématiques entre les premier et troisième mouvements de facture plutôt classique, tandis que le second mouvement est visiblement le plus influencé par le jazz.

### Orchestration
Le Concerto en fa montre d'énormes progrès dans la technique de composition de Gershwin, principalement parce qu'il l'a orchestré lui-même, contrairement à la Rhapsody in Blue qui fut orchestrée par Ferde Grofé. Le compositeur anglais William Walton affirma qu'il adorait l'orchestration du concerto. La partition est écrite pour 2 flûtes et un piccolo, 2 hautbois et un cor anglais, 2 clarinettes en si bémol et une clarinette basse, 2 bassons, 4 cors en fa, 3 trompettes en si bémol, 3 trombones et un tuba, 3 timbales (un joueur), 3 percussionnistes (premier joueur: grosse caisse, cloches, xylophone; deuxième joueur: caisse claire, wood-block, slapstick; troisième joueur : crash, cymbale, triangle), piano solo et instruments à cordes.

## Discographie sélective
- Arthur Fiedler avec Earl Wild, pianiste et le Boston Pops Orchestra, chez RCA Victor